# Lendas
Lendas (grec: Λέντας) és un petit poblet a la costa sud de Creta, a uns 75 quilòmetres al sud de Càndia. Pertany al municipi d'Agioi Deka (grec: Άγιοι Δέκα).

## Origen del nom

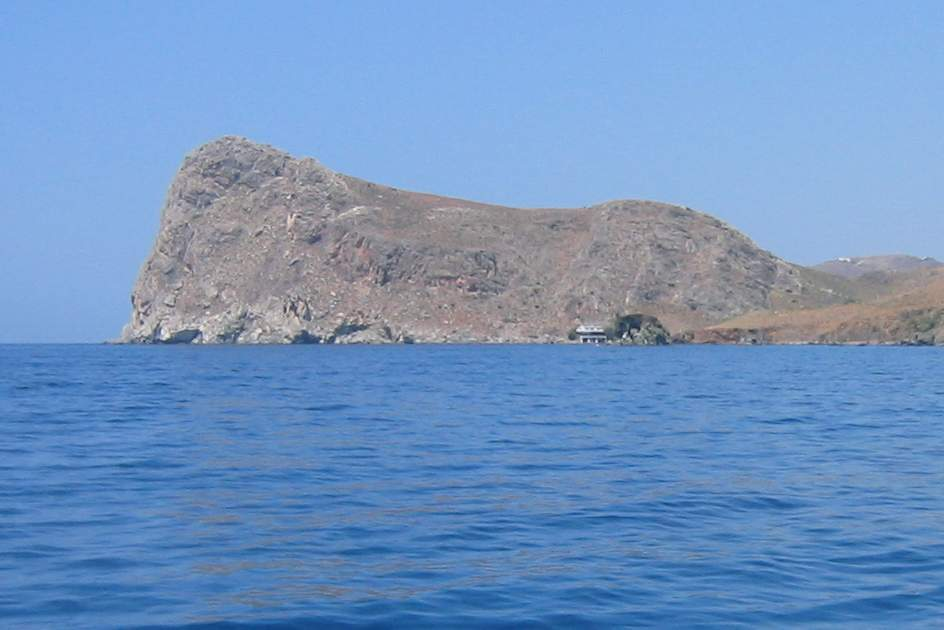
Vista del cap de Lendas

El nom possiblement deriva de la paraula grega Λέοντας ('lleó'), que es referiria al cap en forma de lleó que protegeix la petita badia. Aquest cap està documentat en mapes medievals com cap Liontas (grec: Ακρ. Λιώντας).

## Clima
Pertany a una zona amb un clima excepcional a l'illa de Creta, que és mediterrani. Lendas queda a la zona climàtica del nord d'Àfrica i, per tant, gaudeix d'un nombre significativament major de dies de sol i altes temperatures durant l'estiu. Probablement, la millor època per visitar Lendas és la primavera i la tardor.

## Història
Lendas té un ric passat i hi ha proves que ja havia estat habitat durant el Neolític i l'època minoica primerenca (3r mil·lenni aC). Lendas és també conegut per ser el lloc de Lebena o Levin, un dels dos ports de Gortina (Gortys), que es va convertir en la ciutat més important de Creta, després de la caiguda de Cnossos. En el període clàssic tardà (a partir del 4t segle aC) Gortina va establir un santuari d'Asclepi al port. Durant el terrible terratrèmol del 46 aC Lendas va ser destruït i reconstruït posteriorment. Gortina, més tard, va ser la capital de la província durant l'època romana, que també comprenia la Cirenaica (antiga Líbia).
En els primers períodes romà d'Orient i cristià, una petita població hi va créixer i s'hi va erigir una basílica. La petita església romana d'Orient de Sant Joan va ser construïda al segle xiv. La investigació arqueològica del lloc es va iniciar després de la primera visita del capità anglès H. Spratt, a mitjans del segle xix. Les excavacions, les va dur a terme l'Escola Arqueològica Italiana d'Atenes el 1900, 1910 i 1912-13, i van proporcionar proves del santuari i altres edificis. Des de llavors, no havia tingut lloc l'excavació a l'antiga ciutat fins als darrers anys, les investigacions del Servei Arqueològic grec ha tret a la llum restes de la població minoica i tombes.
Actualment a Lendas hi ha el jaciment arqueològic del santuari d'Asclepi (grec: Ασκληπειός) i l'església romana d'Orient de Sant Joan. Es creu que durant l'ocupació romana Levin es va convertir en un sanatori on venien a rebre tractament malalts romans rics, principalment d'Àfrica del Nord. El tractament consistia en una dieta amb aigua mineral d'una font prop d'un antic temple d'Asclepi, que es creia que tenia propietats terapèutiques, i fruita local. Lendas avui és una popular destinació turística, i durant l'any s'hi fan activitats de ramaderia.